# ガッツ・エンタープライズ
ガッツ・エンタープライズは、日本東京都中野区に置く芸能プロダクション。商号は、株式会社ガッツ・エンタープライズ（英文社名：GUTS ENTERPRISE CO.,LTD）。
1978年、元プロボクサー（WBC世界ライト級チャンピオン）ガッツ石松のタレント活動をサポートする為に設立。有限会社ガッツ・プロモーションを経て、株式会社ガッツ・エンタープライズに社名変更。
1990年に公開した、ガッツの監督・主演による映画『カンバック』の製作にも関わった（配給は松竹）。

## 所属タレント
- ガッツ石松
- 鈴木佑季
- いたばし太郎
- 岡恵子